# Hans-Jörg Pfister
Pour les articles homonymes, voir Pfister.
Hans-Jörg Pfister, dit Joko Pfister est un joueur de football suisse né le 4 mai 1951.

## Biographie

### En club
- 1969-1972 FC Bienne
- 1972-1979 Servette FC
- 1979-1982 Grasshopper-Club Zurich
- 1982-1984 Lausanne-Sports

### En sélection
- 25 sélections, 5 buts
- Première sélection : Turquie-Suisse 2-0, le 11 novembre 1973 à Izmir
- Dernière sélection : Tchécoslovaquie-Suisse 0-1, le 24 mars 1981 à Bratislava

## Palmarès
- Champion suisse en 1979 avec Servette FC
- Champion suisse en 1982 avec Grasshopper-Club Zurich
- Coupe de Suisse en 1978 avec Servette FC
- Coupe de Suisse en 1979 avec Servette FC